# Claes Gustafsson
Claes Gustafsson, född 1966 är en svensk kemist.
Gustafsson disputerade 1995 vid Göteborgs universitet. Han var 1995-1997 postdoc vid Stanford University och 2000-2008 forskare vid Karolinska institutet. Sedan januari 2009 är han professor i medicinsk kemi vid Göteborgs universitet. Hans forskningsområde är transkription i eukaryota celler.
Gustafsson invaldes 2008 som ledamot av Kungliga Vetenskapsakademien.